# Badister
Badister (лат. , от др.-греч. βᾰδιστής «пешеход») — род жужелиц из подсемейства Harpalinae (или Pterostichinae).

## Распространены
Эти жужелицы родом из Северной Африки, Европы, ближнего Востока и Палеарктики.

## Описание
Жужелицы длиной обычно 4—9 мм. Усики опушены начиная с третьего сегмента. Последние сегменты щупиков заострены. Промежутки надкрылий без густой точечности.

## Систематика
Род выделяет три подрода с небольшим количеством видов.